# Costa Gould
|  |

La costa Gould (en inglés, Gould Coast) es un sector poco definido de la costa del mar de Ross sobre la barrera de hielo Ross en la Antártida Occidental. Se extiende desde el lado oeste del glaciar Scott (85°45′S 153°00′O / -85.750, -153.000), límite con la costa Amundsen, hasta la desembocadura de la corriente de hielo Whillans (o B) en la barrera de hielo Ross, que marca el comienzo de la costa Siple, a los 83°30′S 153°00′O / -83.500, -153.000 según Estados Unidos, o a los 154° O según Nueva Zelanda.
El sector de la costa Gould al oeste de los 150° Oeste es reclamado por Nueva Zelanda como parte de la Dependencia Ross, mientras que al este de ese meridiano se extiende la terra nullius antártica no reclamada por ningún país. La reclamación neocelandeza es reconocida por unos pocos países y desde la firma del Tratado Antártico en 1959, lo mismo que otras reclamaciones antárticas, ha quedado sujeta a sus disposiciones, por lo que Nueva Zelanda ejerce actos de administración y soberanía sobre el territorio sin interferir en las actividades que realizan otros estados en él.
En la costa Gould desembocan los glaciares Leverett y Albanus, separados por las montañas Tapley que son un desprendimiento de las montañas Reina Maud. El glaciar Reedy de 160 km de largo desciende desde la meseta polar y la corriente de hielo Mercer (o A) drena desde la Tierra de Marie Byrd. 
El nombre de costa Gould fue dado por el New Zealand Antarctic Place-Names Committee en 1961 en honor al geólogo estadounidense Laurence M. Gould, quien fue el segundo al mando en la expedición a la Antártida liderada por el almirante Richard Evelyn Byrd entre 1928 y 1930. Durante esa expedición en 1929 Gould lideró el equipo geológico que catografió 175 millas de esta costa. Posteriormente fue presidente del Comité Nacional de los Estados Unidos para el Año Geofísico Internacional y tuvo un lugar prominente en el planeamiento del programa antártico de su país.